# 圣布里斯苏拉讷
圣布里斯苏拉讷（法語：Saint-Brice-sous-Rânes，法語發音：[sɛ̃ bʁis su ʁan] ⓘ，意为“拉讷下方的圣布里斯”）是法国奥恩省的一个市镇，属于阿让唐区。

## 地理
圣布里斯苏拉讷（48°40'44"N, 0°11'33"W）面积9.45 平方千米，位于法国诺曼底大区奧恩省，该省份为法国西北部内陆省份，北起顺时针与卡爾瓦多斯省、厄尔省、厄尔-卢瓦省、萨尔特省、马耶讷省和芒什省接壤。
与圣布里斯苏拉讷接壤的市镇（或旧市镇、城区）包括：茹埃迪普兰、迈尔河畔卢热、拉讷、瑟夫赖、埃库谢莱瓦莱。

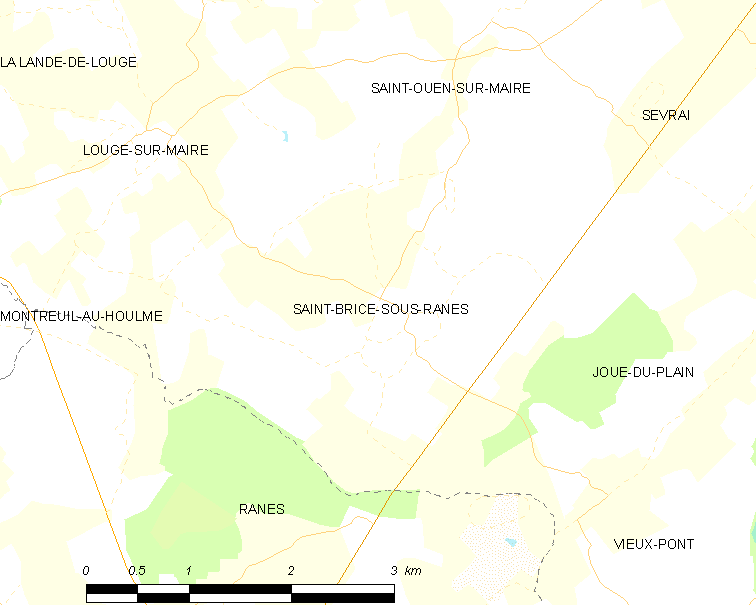
圣布里斯苏拉讷的OSM定位图

圣布里斯苏拉讷的时区为UTC+01:00、UTC+02:00（夏令时）。

## 行政
圣布里斯苏拉讷的邮政编码为61150，INSEE市镇编码为61371。

## 政治
圣布里斯苏拉讷所属的省级选区为马尼勒代塞尔县。

## 人口

1962-2008年间圣布里斯苏拉讷人口变化图示

圣布里斯苏拉讷于2022年1月1日时的人口数量为139人。